# CHROMAKOPIA
『CHROMAKOPIA』（クロマコピア）は、アメリカのラッパー、タイラー・ザ・クリエイターによる8枚目のスタジオ・アルバムである。本作は『CALL ME IF YOU GET LOST』（2021年）に続く作品として、2024年10月28日にコロムビア・レコードからリリースされた。本アルバムはタイラー自身が作詞作曲、プロデュース、編曲の全てを手がけた。アルバムにはダニエル・シーザー、Doechii、グロリラ、ラトイヤ・ウィリアムズ、リル・ウェイン、ローラ・ヤング、サンティゴールド、スクールボーイ・Q、セクシー・レッド、ティーゾ・タッチダウンが客演として参加しており、フィジカル盤にはさらにプレイボーイ・カーティも参加している。
本アルバムは、タイラーの過去作『Flower Boy』（2017年）や『IGOR』（2019年）を彷彿とさせる、ヒップホップ、ジャズ、ソウルといった異なるジャンルを融合させている。コンセプトとしては、タイラーの母親であるボニータ・スミスによって語られる日記という形式をとっており、各トラックで分けられた過去の経験に対するタイラーの視点を繋ぎ合わせる構成である。本アルバムは批評家から広く絶賛され、そのリリシズム、一貫性、プロダクションが称賛されたほか、その混沌とし、分かりにくい性質さえも肯定的に評価された。
本アルバムはシングル「Noid」と「Sticky」に加え、「St. Chroma」と「Thought I Was Dead」からのプロモーショナル・シングル2曲によってプロモーションが行われた。アルバムは商業的にも成功を収め、9カ国で初登場1位を記録した。アメリカでは、Billboard 200で初登場1位を獲得し、タイラーにとって3枚目となる全米1位のアルバムとなった。「Noid」や「St. Chroma」など、アルバムからの他の楽曲もBillboard Hot 100にチャートインした。

## 背景
2024年10月28日、タイラー・ザ・クリエイターの『CHROMAKOPIA』限定リスニングイベントにおいて、タイラーはアルバムの背後にある意味を明らかにした。彼は、このアルバムが当初はホーソーンとイングルウッドで育った自身の生い立ちに関するものであったと述べた。ステージ上で彼は「俺が17歳くらいになる前のことは誰も何も知らない」と明かし、このアルバムはタイラーが「子供の頃に母親から言われたたくさんのことを受け入れる」ものへと変化したと語った。2024年11月12日、タイラーは自身の公式YouTubeチャンネルに「MASK IS OFF: CHROMAKOPIA」と題した動画をアップロードした。この動画は、作曲セッション、楽器編曲、エンジニアリング作業の舞台裏映像を含め、アルバムの創造的なプロセスを記録したものである。

## 構成

### 音楽性
本アルバムは、主にヒップホップ、R&B、ジャズのアルバムであり、多彩な楽器編成を取り入れている。本作は、ネオ・ソウルのメロディやシンセサイザーをベースとしたアレンジなど、タイラーのアルバム『Cherry Bomb』（2015年）および『Flower Boy』（2017年）を彷彿とさせる音楽スタイルを融合させている。また、軍隊の歩調やソウルフルな要素もアルバムには存在する。本作は、タイラーのアルバム『Goblin』以来、アルバムの10曲目に複数のタイトルが付けられていない初めてのアルバムである。

### テーマと歌詞
『CHROMAKOPIA』は、タイラーの母親であるボニータ・スミスによって語られる。そのコンセプトは、彼がロサンゼルス大都市圏で育った経験と、子供の頃にスミスから学んだ人生の教訓から着想を得ている。それは彼が年を重ねるにつれて理解し、感謝し始めた教訓である。アルバムのリリース前、メディアは本作が1961年の児童小説『マイロの不思議な冒険』（原題：The Phantom Tollbooth）に登場する、オーケストラが世界の色彩を創り出す強力な指揮者「色彩の王クロマ」の物語に基づいているのではないかと推測していた。Dork誌のジェイク・ホークスは、このキャラクターはアルバムの美学と結びついているものの、歌詞の内容にはほとんど影響を与えていないと指摘している。
「St. Chroma」ではスミスはタイラーを光であると述べ、誰のためにもその光を暗くしてはならないと彼に語りかける。「Rah Tah Tah」では、タイラーが自身をケンドリック・ラマーに次ぐロサンゼルス出身の最も偉大なラッパーであると宣言するなど、自慢げな歌詞が特徴である。一方、「Noid」では、セレブリティ・カルチャーやパラソーシャルな関係に対する彼の不安が探求されている。ティーゾ・タッチダウンがボーカルで参加している「Darling, I」では、タイラーは自身の芸術的野心と一夫一婦制の実践について考察している。
中絶関連のヘルスケア企業にちなんで名付けられた「Hey Jane」は、予期せぬ妊娠をきっかけに、タイラーと匿名の年上の女性との間の会話を舞台にしている。ビルボード誌のマッケンジー・カミングス＝グレイディは、この曲でタイラーは「子供を持ちたいという願望」を語りながら、「自身を蝕むパラノイアについて語っている」と記した。

## トラックリスト
全トラックはタイラーによって作詞作曲、プロデュース、編曲が行われ、「Balloon」はジェイダ・ラヴによる追加プロデュースである。
| #         | タイトル                                                             | 作詞  | 作曲・編曲 | 時間 |
| --------- | -------------------------------------------------------------------- | ----- | ---------- | ---- |
| 1.        | 「St. Chroma」(featuring Daniel Ceaser)                              |       |            | 3:17 |
| 2.        | 「Rah Tah Tah」                                                      |       |            | 2:45 |
| 3.        | 「Noid」                                                             |       |            | 4:44 |
| 4.        | 「Darling, I」(featuring Teezo Touchdown)                            |       |            | 4:13 |
| 5.        | 「Hey Jane」                                                         |       |            | 4:00 |
| 6.        | 「I Killed You」                                                     |       |            | 2:48 |
| 7.        | 「Judge Judy」                                                       |       |            | 4:29 |
| 8.        | 「Sticky」(featuring GloRilla, Sexyy Red and Lil Wayne)              |       |            | 4:15 |
| 9.        | 「Take Your Mask Off」(featuring Daniel Caesar and LaToiya Williams) |       |            | 4:13 |
| 10.       | 「Tomorrow」                                                         |       |            | 3:02 |
| 11.       | 「Thought I Was Dead」(featuring Schoolboy Q and Santigold)          |       |            | 3:27 |
| 12.       | 「Like Him」(featuring Lola Young)                                   |       |            | 4:38 |
| 13.       | 「Balloon」(featuring Doechii)                                       |       |            | 2:34 |
| 14.       | 「I Hope You Find Your Way Home」                                    |       |            | 4:29 |
| 合計時間: | 合計時間:                                                            | 52:54 |            |      |

| #         | タイトル                                                      | 作詞  | 作曲・編曲 | 時間 |
| --------- | ------------------------------------------------------------- | ----- | ---------- | ---- |
| 1.        | 「St. Chroma」(featuring Daniel Caesar)                       |       |            | 3:06 |
| 8.        | 「Sticky」(featuring Sexyy Red and Lil Wayne)                 |       |            | 4:28 |
| 11.       | 「Mother」                                                    |       |            | 4:01 |
| 12.       | 「Thought I Was Dead」(featuring Playboi Carti and Santigold) |       |            | 3:27 |
| 13.       | 「Like Him」(featuring Lola Young)                            |       |            | 4:34 |
| 合計時間: | 合計時間:                                                     | 54:24 |            |      |

## 参照
1. ↑  Millman, Ethan (2024年10月28日). “Tyler, the Creator's 'Chromakopia' Homecoming: Takeaways From His Listening Party” (英語). Rolling Stone. 2025年6月24日閲覧。
2. ↑  “Tyler The Creator Shares BTS ’Chromakopia’ Process In ’Mask Is Off’” (英語). UPROXX (2024年11月12日). 2025年6月24日閲覧。
3. 1 2  clarke, simone (2024年10月28日). “Tyler The Creator Drops Chromakopia, His Boldest Album Yet” (英語). MEFeater. 2025年6月24日閲覧。
4. ↑  “Tyler, the Creator Announces New Album 'CHROMAKOPIA' │ Exclaim!” (英語). Tyler, the Creator Announces New Album 'CHROMAKOPIA' │ Exclaim!. 2025年6月24日閲覧。
5. ↑  “What Track 10 On Every Tyler, The Creator Album Has In Common” (英語). Genius. 2025年6月24日閲覧。
6. ↑  “Tyler, The Creator: CHROMAKOPIA Review - time crisis | Hip-Hop” (英語). The Line of Best Fit. 2025年6月24日閲覧。
7. 1 2  “Tyler, the Creator Reflects on Monogamy and Artistic Ambi...” (英語). Complex. 2025年6月24日閲覧。
8. ↑  Barlas, Jon (2024年10月18日). “Five things to know ahead of Tyler, The Creator’s ‘CHROMAKOPIA’” (英語). Our Generation Music. 2025年6月24日閲覧。
9. 1 2  “Tyler, the Creator – Chromakopia”.   Dork (2024年10月28日). 2025年6月24日閲覧。
10. ↑  Curto, Justin (2024年10月28日). “Unmasking the World of Tyler, the Creator’s Chromakopia” (英語). Vulture. 2025年6月24日閲覧。
11. ↑  Gee, Andre (2024年10月23日). “Tyler, the Creator's Anxieties About Fame Are Starting to Feel Universal” (英語). Rolling Stone. 2025年6月24日閲覧。
12. ↑  https://hiphopdx.com, HipHopDX- (2024年10月28日). “Tyler, The Creator Opens Up About 'Terrifying' Pregnancy Scare With Older Woman” (英語). HipHopDX. 2025年6月24日閲覧。
13. ↑  Cummings-Grady, Mackenzie (2024年10月28日). “Tyler, the Creator’s ‘Chromakopia’ Album: All 14 Tracks Ranked” (英語). Billboard. 2025年6月24日閲覧。
14. ↑  Cowen, Trace William (October 28, 2024). “Tyler, the Creator's Chromakopia Album: Features and Credits” (英語). Complex.  オリジナルのNovember 8, 2024時点におけるアーカイブ。 2024年10月28日閲覧。.